# HAAWC
HAAWC(High-Altitude Anti-submarine Warfare Weapons Capability) 혹은 롱샷은 기존 저가의 폭탄을 사용하여 낮은 가격 및 자체 보유한 GPS/INS를 탑재하여 장거리 자동 유도 조정 능력을 보유한 공대지 무장이다.  일반적으로 사용하고 있는 폭탄에 조정 키트를 쉽게 부착하도록 구성된다.  롱샷의 특징은 MIL-STD-1760 규격이 필요없기 때문에 모든 종류의 항공기에 부착이 가능하다.  항공기 무장 컴퓨터 OFP의 수정이 불필요하다. 하지만 목표 정보를 전달하기 위해서 쌍방향 통신이 필요한데 보통 무선 통신을 사용한다.  시스템 구성은 비행 조정 컴퓨터, GPS에 의한 항법 시스템, 내부 전원 등으로 되어 있다. 사용되는 폭탄은 MK82, MK83, LGB, GBU-12, GBU-16, CBU-58, CBU-87, CBU-97 등이 있다.